# ميك وود (لاعب كرة قدم)
ميك وود (بالإنجليزية: Mick Wood)‏ هو لاعب كرة قدم بريطاني في مركز الهجوم، ولد في 9 مارس 1962 في هاليفاكس في المملكة المتحدة. لعب مع نادي روتشديل.